# Flughafen Trang

i7
i11
i13
Der Flughafen Trang (thailändisch ท่าอากาศยานตรัง; IATA-Code: TST, ICAO-Code: VTST) ist der Regionalflughafen der Stadt Trang in der Südregion von Thailand.
Im Jahr 2015 wurden 612.629 Passagiere abgefertigt. Die Passagierzahl hat sich zwischen 2008 und 2014 verfünffacht.
Im Linienverkehr wird Trang im Frühjahr 2016 von zwei thailändischen Gesellschaften angeflogen, die ausschließlich Verbindungen mit Bangkok-Don Mueang anbieten.